# Metrostation Anna Nagar Tower
Die Metrostation Anna Nagar Tower (Tamil: அண்ணா நகர் கோபுரம்) ist ein unterirdischer U-Bahnhof der Metro Chennai. Er wird von der Grünen Linie bedient.
Die Metrostation Anna Nagar Tower befindet sich im Stadtteil Anna Nagar im Nordwesten Chennais an der Straße 2nd Avenue. Ihren Namen trägt sie nach dem Anna Nagar Tower Park, einer nahegelegenen Grünanlage, in deren Zentrum ein 41 Meter hoher Aussichtsturm steht. Die Metrostation Anna Nagar Tower besitzt einen Mittelbahnsteig mit Bahnsteigtüren. Sie wurde am 14. Mai 2017 eröffnet.